# Somisa

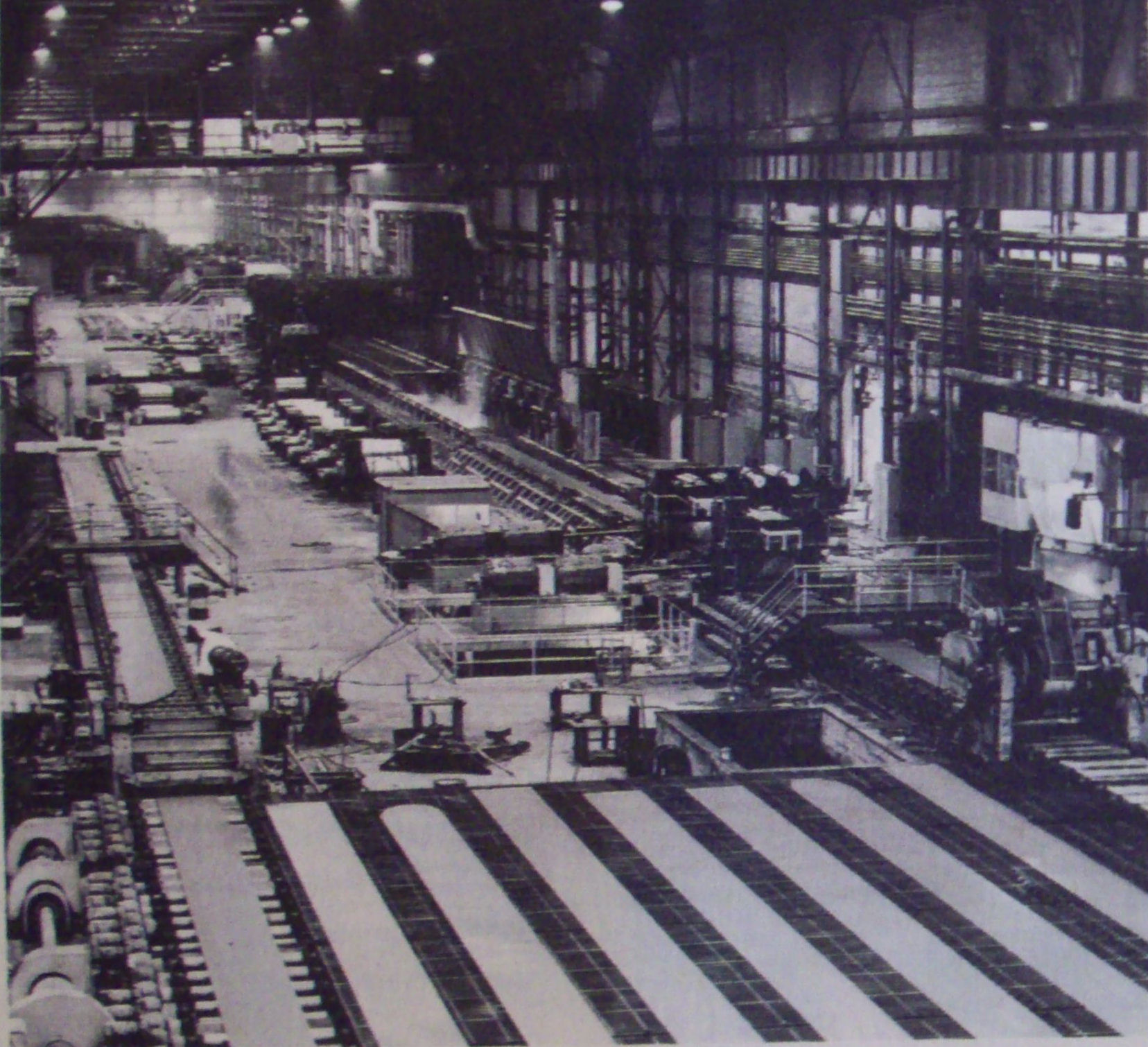
Planta SOMISA en 1960

Somisa (Sociedad Mixta Siderúrgica Argentina) fue una empresa siderúrgica argentina con mayoría accionaria estatal, creada en 1947 tras la aprobación del Plan Siderúrgico Nacional, impulsado por el general de división Manuel Savio. La planta recién se inauguró en 1960 durante el gobierno de Arturo Frondizi. 
La empresa, que históricamente había registrado buenos desempeños económicos, repentinamente con la gestión de Juan Carlos Cattáneo en primer lugar y luego con Jorge Triaca comenzó a contabilizar un déficit operativo de cerca de un millón de dólares por día, acumulando una deuda de unos 500 millones de dólares en apenas dos años desde la asunción de Menem.En 1991 fue privatizada y pasó a formar parte del grupo Techint.

## Historia

### Origen y desarrollo
Los antecedentes de Somisa son la creación de la Dirección General de Fabricaciones Militares en 1941 y el descubrimiento de yacimientos de hierro en Jujuy, sobre los que más tarde se levantó el complejo Altos Hornos Zapla (a cargo del Estado a través de la DGFM), que inicia la producción de arrabio en 1945. A partir de la década del ‘40, en el contexto de la posguerra, una fracción del Ejército impulsaba la idea de la producción de material bélico propio mediante la creación de una fábrica de acero en el país. 
Un año después, en 1946, el general Manuel Savio presentó un proyecto de ley estableciendo el Plan Siderúrgico Nacional, que entre otros puntos creaba la Sociedad Mixta Siderúrgica Argentina (Somisa). La ley fue aprobada y promulgada en junio de 1947 con el número 12.987. La ley disponía la creación de una compañía mixta con un capital de 100 millones de pesos, el 80 por ciento del cual sería suministrado por el Estado. El objetivo inicial era una planta siderúrgica que estaría en actividad hacia 1951, con una capacidad de producción anual de 300 mil toneladas de hierro y productos terminados de varios tipos, inclusive acero laminado.
El objetivo del Plan Siderúrgico Nacional era que el Estado concentrara la producción de acero, los empresarios debían abocarse a desarrollar la industria laminadora, que efectivamente incrementó su capacidad instalada durante aquellos años.Con la creación de la Ley 12987 “Ley Savio” se asentaban las bases de producir acero en el país, utilizando materias primas y combustibles argentinos y extranjeros en la proporción que resultara más ventajosa económica y técnicamente, tratando de mantener las fuentes nacionales de minerales y combustibles.
En 1952 com el objetivo de impulsar la producción metalúrgica y siderúrgica, provocaron que la construcción de Somisa se convirtiera en una prioridad de la política oficial. En ese contexto, en la década de 1950, precisamente en la Ciudad de Córdoba, comenzaron a instalarse grandes fábricas metal-mecánicas, para la producción de motores, automotores, locomotoras y aviones. Entre ellas se encuentran la fábrica Fiat (1955), IKA (Industrias Kaiser Argentina- 1955) y la transformación de la Fábrica Militar de Aviones en IAME (Industrias Aeronáuticas y Mecánicas del Estado) y luego en DINFIA (Dirección Nacional de Fabricaciones e Investigaciones Aeronáuticas).sus actividades abarcan desde la extracción de mineral de hierro en sus propias minas y la fabricación de acero, hasta la elaboración de productos terminados de alto valor agregado y su distribución.
En 1954 se pone en funcionamiento 
la planta en Partido de Ramallo, que trabajaba el acero en caliente a través de dos altos hornos para su producción con 250.000 tn. Abastecia al mercado interno, principalmente a las nacientes industrias de la construcción, automotriz, línea blanca y maquinaria agrícola, además de exportar a México y Brasil.
La puesta en funcionamiento de la segunda  planta de Somisa se realizó en julio de 1960. Un año después, el Poder Ejecutivo Nacional sanciona un decreto promoviendo las inversiones privadas en la actividad siderúrgica, abriendo el campo de la elaboración del acero a la industria privada.
El 20 de mayo de 1961 se encendía por primera vez el Alto Horno Nº 1 y se produjo la primera colada de arrabio líquido.
El acto inaugural de la planta siderúrgica que se llamó "Planta Gral. Manuel Nicolás Savio"  tuvo lugar precisamente el 25 de julio de 1960. La producción de acero en los nuevos Hornos Siemens Martin se produjo recién el 5 de mayo de 1961. Por eso, muchos consideran ese día como el del Acero Argentino.
La Planta General Savio, tal como fue concebida originalmente y construida en su primera etapa, y que quedó esencialmente completada en 1962/63, tenía una capacidad de producción de 632.000 t/a de acero líquido, equivalente a 450.000 t/a de productos para la venta.

### Privatización
A mediados de 1990 se desempeñaban en la Planta Gral. Manuel Nicolás Savio cerca de 15.000 trabajadores. 
Para diciembre de 1990, la planta sumaba 11.600 empleados y Somisa se ubicaba entre las empresas de mayor facturación anual del país, era la principal productora de acero a nivel nacional y también tenía una presencia importante en la fabricación de bienes finales. Sin embargo, bajo la presidencia de Carlos Menem se procedió a reducir la plantilla laboral: para diciembre de 1991 sólo quedaban 5.285 empleados. Paralelamente, la empresa, que históricamente había registrado buenos desempeños económicos, repentinamente con la gestión de Juan Carlos Cattáneo, primero y de Jorge Triaca después, comenzó a contabilizar un déficit operativo de cerca de un millón de dólares por día, acumulando una deuda de unos 500 millones de dólares en apenas dos años.  Esa pérdida estuvo asociada a la exportación de productos siderúrgicos a menos del 10 por ciento de su valor real a un trader extranjero. Triaca asumió como ministro de Trabajo en el gobierno menemista en 1989 y más tarde asumió como interventor con la intención de privatizar Somisa, ofreciendo “retiros voluntarios” de trabajadores. Finalmente Somisa se vendió a un 10% de su valor.[cita requerida]
El proceso final de la privatización de Somisa fue encarado por la interventora estatal María Julia Alsogaray. Las bases de la venta fijaron que el 80 por ciento del paquete accionario pasaría a manos privadas, mientras que el 20 por ciento restante se destinaría al "Programa de Propiedad Participada" (PPP) de los trabajadores, que fueron un elemento primordial al momento de lograr el acompañamiento de los sindicatos en las privatizaciones.
En 1992 Somisa pasó a manos de un consorcio liderado por el grupo ítalo-argentino Techint, acompañado por las empresas brasileñas Usiminas y Campanhia Vale do Río Doce y la chilena CAP. Desde entonces la compañía paso a llamarse Aceros Paraná unos años después fue rebautizada como Siderar y hoy en día se llama Ternium Siderar dado que forma parte de un grupo formado por otras 2 plantas internacionales ubicadas en México y Brasil (antes Sidor, Venezuela).
La planta continúa funcionando dónde inició sus labores, en Punta Argerich, Partido de Ramallo, Provincia de Buenos Aires.